# Anchorena (familia)

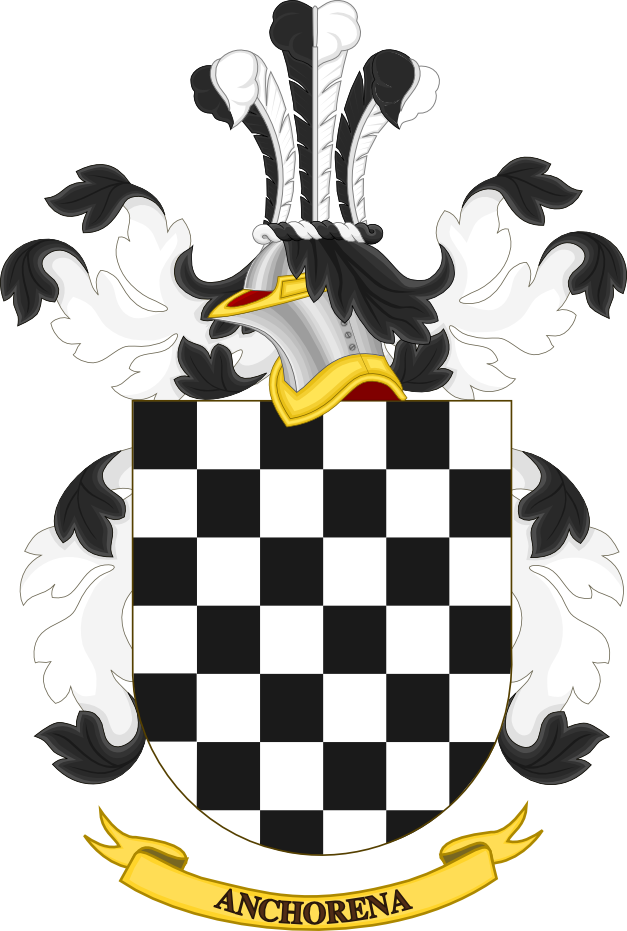
Escudo de armas de familias del Valle de Baztán, correspondiente a la de Anchorena

Anchorena es el apellido de una antigua familia terrateniente de origen vasconavarro instalada en el siglo XVIII en el Río de la Plata, dedicada al comercio[cita requerida] y la compra de grandes extensiones de tierras. Se los catalogaba como grandes terratenientes por el lugar de prominencia que ocupaban en el mercado de tipo exportador y en la producción dentro de sus grandes extensiones de tierras. Este posicionamiento colaboró en el crecimiento de la familia y a su vez llevó al aporte de dinero a la financiación de campañas militares[cita requerida] en la época virreinal, en pos de la independencia y luego con la compra y desarrollo del rubro de toda la ganadería. La familia procedía del valle de Baztán en Navarra. El fundador de la familia fue Juan Esteban de Anchorena —hijo de Domingo de Anchorena y Juana Zandueta—, quien se instaló en Buenos Aires en 1768; había nacido en Pamplona en 1734, y contrajo matrimonio con Ramona Josefa de Anaya. Entre sus hijos estuvieron Juan José Cristóbal, Mariano Nicolás y Tomás Manuel de Anchorena.
El ascenso social de la clase de los comerciantes -simples estantes- a la de los vecinos -integrada por las familias patricias descendientes de los primeros pobladores- se posibilitó con el matrimonio del fundador de la familia en la Gobernación del Río de la Plata con una criolla de familia arraigada, lo que habilitaba el acceso a los cargos de alcalde y regidor en el cabildo, como así también el derecho a la propiedad y a recibir mercedes de tierras. Sin embargo, Binayán Carmona aclara que la esposa del fundador de la familia pertenecía a un tronco familiar sin conexión con las familias fundadoras de la ciudad, ya que provenía de un matrimonio madrileño asentado en Buenos Aires recién en 1683, aunque sus hijos sí se casaran con miembros de familias criollas de viejo arraigo.
Como pulpero, es decir dueño de grandes comercios de ramos generales, como se denominaba a esos comercios de la época hispana, Juan Esteban de Anchorena hizo sus primeros contactos con los grandes señores que lo ayudarían en su crecimiento en estas tierras y el ascenso en el marco político dentro de la sociedad criolla. En repetidas ocasiones sacaba a alguno de ellos de algún apuro económico, provocado frecuentemente por deudas de juego, al que eran tan afectos los señores; en muchas oportunidades, ante la imposibilidad del pago en efectivo, estos préstamos se pagaban con tierras de poco valor para los patricios pero muy deseadas por los estantes para alcanzar el estatus de terratenientes, las cuales llegaron a conformar los de Anchorena con el fruto de su trabajo en estas tierras.

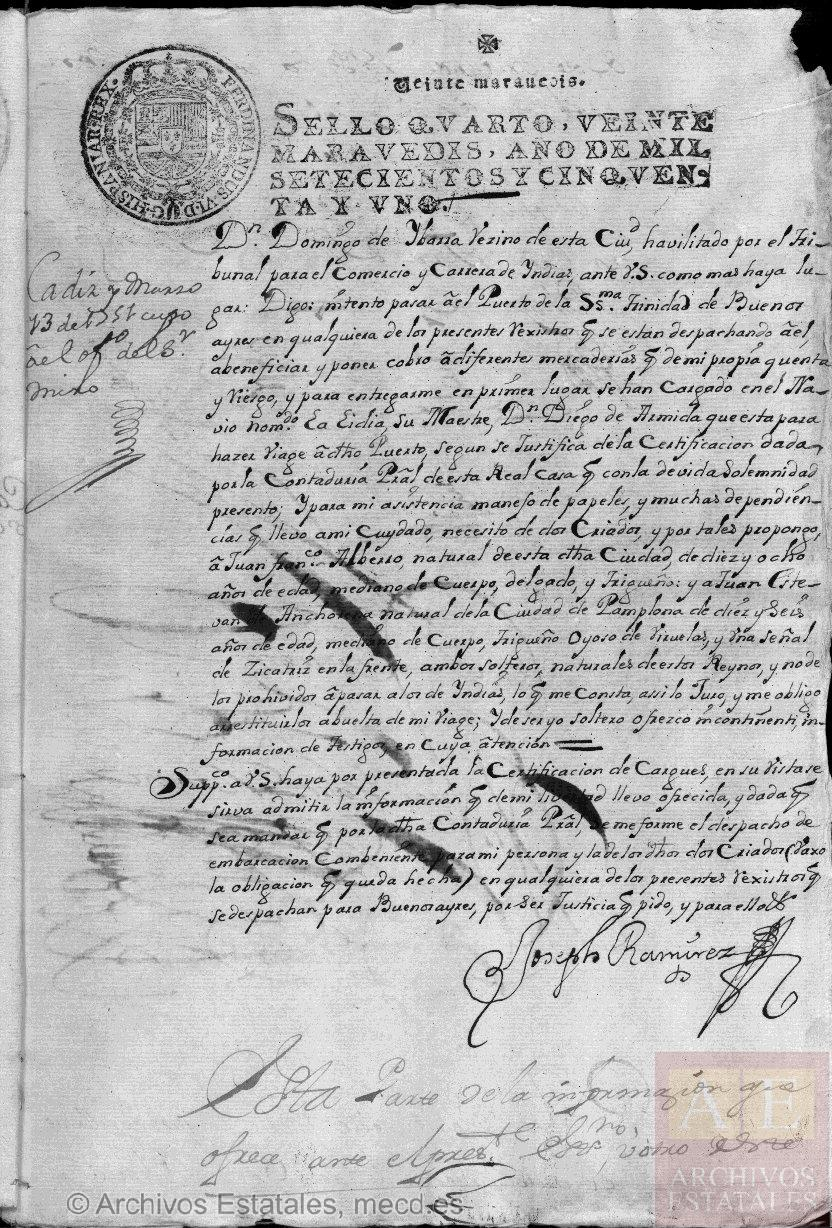
Expediente de información y licencia de pasajero a Indias del mercader Domingo de Ybarra. Aquel refiere para mi asistencia manejo de papeles, y muchas dependencias qe llevo a mi Cuydado, necesito de dos Criados, y por tales propongo, a [...] Juan Estevan de Anchorena natural de la Ciudad de Pamplona de diez y seis años de edad, mediano de Cuerpo, trigueño Oyoso de viruelas, y una señal de Zicatriz en la frente, soltero y natural de los Reinos de España, y no de los prohividos a pasar a Indias.

Esta pulpería inicial se convirtió pronto en tiendas de comercio, que sumaron más espacios de comercio, lo que lo llevó a invertir y prosperó tanto que ya en 1775 pagaba derechos por internación de mercaderías en Tucumán, y tenía una red de corresponsales en diversas ciudades del interior hasta el Alto Perú. En 1779, Anchorena compraba su primera propiedad, una casa en el Cuartel 3, manzana 42. De comerciante minorista pasaba a mayorista, como cadena de distribución complementando sus actividades comerciales con los préstamos y ayuda en el crecimiento a otros comerciantes de menor escala. Su nueva categoría económica lo lleva a ocupar cargos de importancia social y política en la época virreinal de entonces.
De las diez familias de la burguesía terrateniente que en 1836 encabezaban el listado de propietarios de la mayor cantidad de hectáreas en la Provincia de Buenos Aires sólo Álzaga, Anchorena, Pereyra y Girado permanecen en un listado similar de los doce mayores casi un siglo después. En 1928 el grupo familiar Anchorena poseía 382.858 hectáreas, superado únicamente por la familia Álzaga. Joaquín Samuel de Anchorena fue presidente de la Sociedad Rural Argentina en el período 1916-1922.
Esta familia es la única nombrada en el Martín Fierro, de José Hernández. Y en el Fausto, de Estanislao del Campo, el diablo tienta a Fausto con ser "más rico que Anchorena":
"Si quiere plata tendrá
mi bolsa siempre está llena,
y más rico que Anchorena
con decir quiero, será."
Como en muchas de las familias de la llamada burguesía terrateniente porteña es característica una tendencia aristocratizante, que en este caso se verifica en la vinculación matrimonial con miembros de la nobleza europea: por ejemplo, María Mercedes de Anchorena, nieta de Mercedes Castellanos de Anchorena, desposó a Manuel Falcó y Álvarez de Toledo, V duque de Fernán Núñez, grande de España.